# Jordsvin
Jordsvinet (Orycteropus afer) är enda arten i ordningen Tubulidentata, som tillhör djurklassen däggdjur och där räknas den vanligen till kohorten Afrotheria. Det lever i större delen av Afrika söder om Sahara och tar främst termiter och myror som byte.

## Utseende
Det har långt, smalt huvud med cylindrisk utdragen nos, mycket långa öron, klumpig bål, medellång, kägelformig svans, korta ben, fyra tår på de främre fötterna, fem tår på de bakre fötterna, platta, hovlika klor, tjock hud och glest och styvt hår. Djuret är hälgångare. Kroppslängden (inklusive svansen) ligger vanligen mellan 1,0 och 1,3 meter och går hos vissa individer upp till 2,2 meter. Själva svansen är upp till 0,7 meter lång.
Tandsystemet avviker från alla andra däggdjurs: tänderna saknar rot, är pelarformiga och utan emalj, men beklädda med ett cementlager. I tanden finns inte, som på andra däggdjur, en tandpulpa, utan tanden består av ett antal parallella sex-sidiga prismor.  I centrum av varje prisma finns en cylindrisk hålighet och från denna utgår kanaler strålformigt. Dessa tänders struktur liknar den hos vissa broskfiskar. Tandformeln är I 0/0 C 0/0 P 2/2 M 3/3, alltså 20 tänder. Ungdjur har däremot rudimentära mjölktänder som även innefattar hörntänder.
Tungan är lång och klibbig. Den används för att fånga de myror och termiter som den äter. Insekternas sönderdelning sker i den muskulösa magsäcken.

## Utbredning
Jordsvinet lever i Afrika söder om Sahara i savanner och buskland men inte i västra centrala Afrikas regnskogar. Jordsvinet undviker områden med fast jord, klippiga regioner och ställen som översvämmas regelbundet av floder. På grund av upphittade teckningar i Egypten är det troligt att de fanns i historisk tid även norr om Sahara. Några egyptologer tror till och med djuret var en symbol för den egyptiska guden Seth. Andra forskare påstår däremot att gudens huvud liknar en åsna.
Släktingar till jordsvinet fanns mellan eocen och pliocen även i Europa. De försvann långt före människans ankomst.

## Levnadssätt
Jordsvinen lever framför allt i trädfattiga trakter, stäpper, där det finns god tillgång på termiter. De gräver sig in i myrstackar och termitstackar för att frossa på deras inbyggare. Jordsvinen är i rörelse endast på natten. Dagen tillbringar de i omfattande jordhålor som de själva grävt ut. Förmågan att gräva är högt utvecklad. Jordsvinet behöver bara ett par minuter för att åstadkomma en håla som rymmer det helt och hållet. Det håller sig mycket väl fast i jorden med sina klor så att det är mycket svårt för en människa att dra fram det ur en sådan håla. Bredvid enkla hålor för tillfällig vistelse finns även mera komplexa bon med flera gångar.
Individerna lever vanligen ensamma och har jämförelsevis stora revir som kan vara 5 km². Territorierna överlappar varandra och i regioner med tät population kan upp till tre individer vistas i samma tunnelsystem. När de letar efter föda vandrar de upp till 5 km per natt. Jordsvinets läten påminner om grisens läten. Arten har olika doftkörtlar som troligen är viktiga för att känna igen artfränder och för parningen.
Efter dräktigheten som varar i omkring sju månader föder honan vanligen en enda unge – sällan två – som väger omkring 2 kilogram. Födseln sker under den kyligare årstiden, norr om ekvatorn främst i oktober eller november och söder om ekvatorn från maj till juli. Efter cirka två veckor i boet följer ungen sin mor. Honan slutar dia efter ungefär 3 månader och ungen lämnar modern efter cirka 6 månader. Könsmognaden infaller vanligen under andra levnadsåret. Den genomsnittliga livslängden i naturen uppskattas till 18 år, men individer i djurparker har blivit upp till 24 år gamla.
Jordsvinen påminner till kroppsbyggnad och levnadssätt om myrkottar och myrslokar, fast de inte är nära släkt. Detta är ett exempel på konvergent evolution.

## Systematik
Jordsvinets position i däggdjurens systematik är inte helt utredd. I uppslagsverket Grzimeks Tierleben från 1970-talet beskrivs jordsvinet som den sista överlevande arten av gruppen Condylarthra som var primitiva hovdjur. Denna teori ifrågasattes efter uppkomsten av DNA-undersökningar men en allmän giltig lösning hittades inte heller då jordsvinets genetiska egenskaper avviker från alla andra nu levande däggdjur.
Enligt en studie av jordsvinets mitokondriellt DNA utgör arten systergruppen till ett taxon som bildas av trögdjur, rovdjur, partåiga hovdjur, uddatåiga hovdjur och valar. Enligt undersökningen skilde sig jordsvinet från de övriga däggdjuren för ungefär 90 miljoner år sedan.
Enligt en annan studie tillhör jordsvinet den systematiska gruppen Afrotheria som dessutom innefattar elefanter, sirendjur, hyraxar och några andra afrikanska djur. Denna uppfattning delas av ett annat forskarlag som hos alla medlemmar av Afrotheria (inklusive jordsvinet) hittade liknande DNA-sekvenser.
En beskrivning som godkänns av alla zoologer finns inte än. Det enda som alla är övertygade om är att jordsvinet tillhör en mycket gammal utvecklingslinje som står nära de ursprungliga medlemmarna i infraklassen högre däggdjur.
Ibland listas 3 till 17 underarter för jordsvinet men denna indelning är omstridd.
Under tertiärtiden fanns djur av samma släkte också i Europa och Iran.
Det utdöda släktet Plesiorycteropus som levde på Madagaskar och som dog ut för cirka 1 000 år sedan betecknas ibland som "madagaskiska jordsvin". En studie som utfördes 1994 kom däremot fram att djurgruppen inte var släkt med dagens jordsvin. Släktet listas därför i en egen ordning, Bibymalagasia.